# Baltimore Saturday Visiter

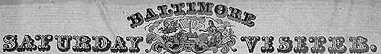
Cabecera de la edición de octubre de 1833.

El Baltimore Saturday Visiter (Visitante de sábado de Baltimore en inglés) fue un periódico semanal de Baltimore, Maryland, del siglo XIX. Publicó algunas obras tempranas del escritor Edgar Allan Poe.

## Historia
En 1832, Charles Cloud y Lambert Wilmer, un amigo de Poe, establecieron el periódico. Popular desde el principio, el Visiter luego se volvió abolicionista y en 1847 terminó absorbido por el también abolicionista National Era de Washington D. C..
Poe presentó al Visiter seis relatos a un concurso propuesto por la publicación. El periódico prometía un premio de 50 dólares para el mejor relato y 25 para el mejor poema presentados antes del 1 de octubre de 1833. Se recibieron cerca de 100 presentaciones y los jueces seleccionaron "Manuscrito hallado en una botella" de Poe por su originalidad. Además del premio de 50 dólares, se publicó la historia en la edición del 19 de octubre del Visiter. El concurso, sin embargo, se vio envuelto en controversia. El ganador de la parte de poesía, "Henry Wilton", era en realidad John Hewitt, editor del periódico. Poe declaró que Hewitt había ganado por «métodos turbios».